# 17 idrossicorticosteroide
I  17-idrossicorticosteroidi sono una classe di ormoni steroidei sintetizzati nell'uomo dal surrene per azione dell'enzima 17-idrossilasi oppure ottenuti artificialmente. Sono il cortisolo, l'idrocortisone, il desossicortisolo e il cortisone.
Lo studio sull'esecrezione urinaria di tali ormoni può, in sede di analisi, essere utile per comprendere nella persona lo stato della ghiandola surrenale e la velocità del catabolismo.

## Anomalie quantitative
Diverse sono le cause che possono comportare un'anomalia nella quantità di tali ormoni che possono elevarsi in  gravidanza, nella malattia di Cushing, nella pancreatite e nell'obesità, oppure essere ridotti nella malattia di Addison e nell'ipopituitarismo.